# جرج جفرسون (ورزشکار)
جرج جفرسون (انگلیسی: George Jefferson; ۲۸ فوریهٔ ۱۹۱۰ – ۱۳ فوریهٔ ۱۹۹۶) ورزشکار دو و میدانی اهل ایالات متحده آمریکا بود.